# Włodzimierz Prądzyński
Włodzimierz Prądzyński (ur. 29 maja 1942 w Osinie) – polski naukowiec i nauczyciel akademicki. Profesor doktor habilitowany inżynier nauk leśnych.

## Życiorys
W dzieciństwie mieszkał w Kole, gdzie ukończył szkołę podstawową i gimnazjum. Uczył się w Liceum Ogólnokształcącym im. Kazimierza Wielkiego w Kole, ale maturę zdał w Dzierżążnie w 1960. W latach 1961−1966 studiował na Akademii Rolniczej w Poznaniu, po ukończeniu studiów przez rok pracował w Poznańskich Zakładach Papierniczych.
1 stycznia 1968 rozpoczął pracę na Wydziale Technologii Drewna Uniwersytetu Przyrodniczego w Poznaniu, początkowo w Katedrze Technologii Leśnej Produktów Niedrzewnych, a od 1970 w Instytucie Chemicznej Technologii Drewna. W 1974 obronił pracę doktorską, uzyskując stopień doktora nauk technicznych i rozpoczął pracę jako adiunkt. W 1986 uzyskał stopień doktora habilitowanego. W 1991 został mianowany profesorem nadzwyczajnym w Instytucie Chemicznej Technologii Drewna, a dwa lata później uzyskał tytuł profesora nauk leśnych z zakresu drzewnictwa. Nominację wręczył mu prezydent Lech Wałęsa.
W latach 1987−1990 był prodziekanem wydziału, a w latach 1990−1996 i 1999−2005 dziekanem Wydziału Technologii Drewna. W latach 1994−2012 pełnił funkcję dyrektora Instytutu Chemicznej Technologii Drewna. Od 1996 do 2012 był członkiem Centralnej Komisji do Spraw Stopni i Tytułów.
Był wiceprzewodniczącym Rady Naukowo-Technicznej Ośrodka Badawczo-Rozwojowego „Cepelia” (1980−1984), sekretarzem (1996−2003) i wiceprzewodniczącym (od 2003) Komitet Nauk Leśnych i Drzewnych Polskiej Akademii Nauk Oddział w Poznaniu. Wieloletni członek, wiceprzewodniczący i przewodniczący Komitetu Technologii Drewna PAN (od 2012). Od 2003 jest członkiem Rady Muzealnej w Biskupinie. W latach 1993−1997 był członkiem Komitetu Ekspertów MEN w zakresie drzewnictwa, od 1995 jest członkiem, a od 2002 wiceprzewodniczącym i później przewodniczącym Rady Naukowej Instytutu Technologii Drewna. W latach 2001−2011 był członkiem Rady Naukowej „Acta Lignaria et Industria” i rady redakcyjnej „Facultatis Ecologiale” na Słowacji.  W latach 2009−2012 był członkiem Zespołu Integracyjno-Eksperckiego Nauk Leśnych PAN.
W latach 1996−2012 był redaktorem „Roczników” Uniwersytetu Przyrodniczego w Poznaniu.
Jest autorem ponad 200 publikacji, 1 monografii i 50 prac konferencyjnych. Współpracuje z Uniwersytetem Botaniki Czeskiej Akademii Nauk i Uniwersytetem Technicznym w Zwoleniu.

## Nagrody i wyróżnienia
Wyróżniony m.in. nagrodą Rektora Uniwersytetu Przyrodniczego w Poznaniu, dyplomem uznania Uniwersytetu Technicznego w Zwoleniu, nagrodą Ministerstwa Edukacji Narodowej (1997). Otrzymał także tytuł doktora honoris causa Uniwersytetu Technicznego w Zwoleniu (2004) i Szkoły Głównej Gospodarstwa Wiejskiego w Warszawie (2005).
W 2005 roku został odznaczony Krzyżem Kawalerskim Orderu Odrodzenia Polski. W 2012 roku został uhonorowany Kordelasem Leśnika Polskiego, przyznawanym przez Lasy Państwowe.

## Życie prywatne
Żonaty od 1966. Ma syna − Rafała i troje wnucząt. Mieszka na Podolanach.
Jest członkiem Stowarzyszenia „Zakole”, skupiającego entuzjastów miasta Koła.